# Christopher Marshall
Christopher John Marshall FRS (19 de enero de 1949 – 8 de agosto de 2015) fue un científico británico que trabajó como director de Biología del Cáncer en el Instituto de Investigación contra el Cáncer. 
Marshall fue distinguido por su investigación en el campo de señalación de células de tumores, destacándose con el descubrimiento de la proteína N-Ras oncogene, y la identificación de la prenilación de las proteínas Ras. Estos descubrimientos colaboraron con el avance del desarrollo de inhibidores de prenilación de proteínas como la Ras, MEK y B-Raf.

## Biografía
Marshall nació en Birmingham, Reino Unido. Estudió ciencias naturales en la Universidad de Cambridge, seguido de un Ph.D en biología celular en la Universidad de Oxford. Sus estudios fueron seguidos de un trabajo posdoctoral en los laboratorios del Fondo de Investigación Imperial contra el Cáncer, ubicado en el Instituto Francis Crick de Londres y en el Instituto Dana-Farber en Boston

### Investigación oncológica
En 1980, Marshall se trasladó al Instituto de Investigación contra el Cáncer en Londres, y comenzó a estudiar métodos de identificación de genes cancerígenos en humanos. Este trabajo resultó en la identificación del NRAS, un nuevo gen oncológico. Trabajos subsiguientes demostraron que el NRAS tiene un rol importante en la leucemia y en el melanoma. Luego, se concentró en investigar como el NRAS y los otros dos genes RAS, HRAS y KRAS, actúan en el cáncer. Su trabajo en señalización de células mostró como RAS y otras proteínas señaladoras están involucradas en transmitir señales desde el exterior de la célula hasta el interior del núcleo de la misma.
Su obra marcó la base para estudios que mostraron la importancia del gen cancerígeno BRAF en el melanoma.
Al momento de su fallecimiento, el laboratorio de Marshall estudiaba los mecanismos de señalamiento que le permitían a las células cancerígenas diseminarse por el cuerpo humano.

## Premios y reconocimientos
- Miembro de la Organización Europea de Biología Molecular.
- Miembro de la Royal Society
- Miembro de la Academia de Ciencias Médicas.
- Miembro de la Academia Europea de Estudios contra el Cáncer.
- Reconocimiento The Sterling Lecture (Universidad de Pensilvania)
- Reconocimiento The Walter Huppert lecture (Asociación Británica para la Investigación contra el Cáncer)
- Reconocimiento The CH Li Memorial Lecture (Universidad de California, Berkeley)
- 1999 Medalla Novartis de la Sociedad Bioquímica
- 2008 Medalla Buchanan de la Royal Society (Real Sociedad de Londres para el Avance de la Ciencia Natural)
- 2011 Premio a la Investigación contra el Cáncer.[10][11]